# Hereford

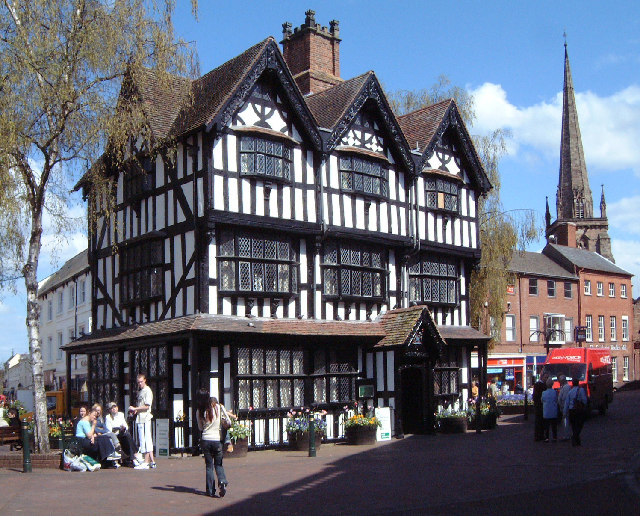
The Old House i Hereford, byggt 1621.

Hereford (engelskt uttal: [ˈhɛrɪfərd] lyssna (fil)) är en stad och civil parish i Herefordshire i England. Staden är huvudort för enhetskommunen Herefordshire och ligger vid floden Wye, cirka 39 kilometer nordväst om Gloucester samt cirka 37 kilometer sydväst om Worcester. Tätorten (built-up area) hade 60 415 invånare vid folkräkningen år 2011.
Staden är centrum för ett handels- och jordbruksområde strax öster om gränsen till Wales. Ursprunget för den vanliga nötkreatursrasen Hereford är i staden. Hereford har också en katedral från 1100-talet.
Special Air Service 22:a regemente hade sitt högkvarter här till slutet av 1990-talet. Stadens fotbollslag heter Hereford United FC.